# BACE1
Le BACE1 (pour « beta-site APP cleaving enzyme 1 ») ou bêta-secrétase 1 est une enzyme de type protéase. Son gène, BACE1, est situé sur le chromosome 11 humain.

## Rôle
Avec la gamma-secrétase, elle permet la formation du bêta-amyloïde à partir de la protéine précurseur de l'amyloïde, l'accumulation dans le cerveau de la première étant une caractéristique de la maladie d'Alzheimer.